# Vugizo
Vugizo è un comune del Burundi situato nella provincia di Makamba con 45.223 abitanti (censimento 2008).

## Geografia antropica

### Suddivisioni amministrative
Il comune è suddiviso in 20 colline.